# Банни Лав
Банни Лав (англ. Bunny Luv, род. 12 сентября 1980 года) — псевдоним американской порноактрисы и режиссёра Селест Шили.

## Биография
Лав пришла в порноиндустрию в 1999 году. В 2000 году она вышла замуж за продюсера и режиссёра Девана Спфир. Вместе пара снялась в нескольких порнофильмах, однако позже они развелись. С 2004 года она является режиссёром в компании Digital Playground под именем Селест.

## Премии и номинации
- 2000 номинация на AVN Award — Лучшая новая старлетка[1]
- 2002 номинация на AVN Award — «Best All-Girl Sex Scene — Video» за фильм Fast Cars & Tiki Bars с Изабеллой Камиль и Джазбелль Бонд[2]